# 뮤비뱅크 스타더스트
《뮤비뱅크 스타더스트》는 매주 화요일 밤 1시에 KBS 2TV로 방송되었던 한국방송공사의 텔레비전 프로그램이다.

## 기획 의도
가수들의 뮤직비디오 이야기를 중심으로 신규 앨범의 뒷이야기, 속마음까지 살펴보는 음악 프로그램이다.

## 방송 시간
| 방송 채널 | 방송 기간                         | 방송 시간                          |
| --------- | --------------------------------- | ---------------------------------- |
| KBS 2TV   | 2015년 3월 4일 ~ 2015년 4월 1일   | 매주 수요일 밤 12:45 ~ 1:45 (60분) |
| KBS 2TV   | 2015년 4월 8일                    | 수요일 밤 1:25 ~ 2:25 (60분)       |
| KBS 2TV   | 2015년 4월 22일 ~ 2015년 5월 27일 | 매주 수요일 밤 12:35 ~ 1:35 (60분) |
| KBS 2TV   | 2015년 6월 23일 ~ 2016년 1월 12일 | 매주 화요일 밤 1:00 ~ 1:55 (55분)  |
| KBS 2TV   | 2016년 1월 19일 ~ 2017년 1월 31일 | 매주 화요일 밤 1:00 ~ 2:00 (60분)  |

## 구성
- 독점 인터뷰
- 스타더스트-초이스
- 떳다! 핫 플레이어
- 신규 뮤직비디오, 주목할 뮤직비디오